# Парасковиевка (Бахмутский район)
Параскови́евка, Параскове́евка (укр. Параскові́ївка) — село в Соледарской городской общине Бахмутского района Донецкой области Украины.
Население по переписи 2001 года составляло 2807 человек.
Село перешло под контроль ЧВК «Вагнер» 18 февраля 2023 года. Полностью взято под контроль Российской Федерации 20 февраля 2023 года.